# Sabin Salaberri
Sabin Salaberri Urzelai (Ibarra de Aramayona, Álava, 20 de agosto de 1934) es un músico y compositor español.

## Biografía
Titulado superior en piano y composición, ha sido director de la "Schola Cantorum" del Seminario Diocesano de Vitoria y profesor en el Conservatorio de Vitoria, donde ocupó diversos cargos de dirección. Promovió la creación de la Escuela Municipal de Música Luis de Aramburu, de la que fue el primer director.
En 1968 fundó el Coro Araba de voces graves y en 2003 la Camerata Gasteiz. 
Académico Correspondiente de la de Bellas Artes de San Fernando, “Hijo Predilecto” de Aramayona, “Celedón de Oro” de Vitoria y “Premio Lekuona” de la Sociedad de Estudios Vascos, es, además, miembro del Consejo Artístico de la Orquesta Sinfónica de Euskadi. 
Ha colaborado en prensa y radio y es autor de libros y trabajos de investigación.

## Premios (selección)
Como compositor, ha sido premiado en varios concursos y es autor de una variada obra musical, que comprende canciones para voz e instrumentos, piezas corales, y composiciones para piano, órgano, orquesta y diversas formaciones instrumentales.
- 2007. Premio Manuel Lekuona.[3]